# Diary of a Madman
Diary of a Madman — другий сольний альбом Оззі Осборна, який був випущений 7 листопада 1981 року.

## Список пісень
1. «Over the Mountain» — 4:31
2. «Flying High Again» — 4:43
3. «You Can't Kill Rock and Roll» — 6:58
4. «Believer» — 5:17
5. «Little Dolls» — 5:39
6. «Tonight» — 5:50
7. «S.A.T.O.» — 4:06
8. «Diary of a Madman» — 6:15